# Краутхајм (Тирингија)
Краутхајм (њем. Krautheim) општина је у њемачкој савезној држави Тирингија. Једно је од 75 општинских средишта округа Вајмарер Ланд. Према процјени из 2010. у општини је живјело 484 становника. Посједује регионалну шифру (AGS) 16071047.

## Географски и демографски подаци
Краутхајм се налази у савезној држави Тирингија у округу Вајмарер Ланд. Општина се налази на надморској висини од 180 метара. Површина општине износи 10,2 km². У самом мјесту је, према процјени из 2010. године, живјело 484 становника. Просјечна густина становништва износи 47 становника/km².